# Elmintiasi
L'elmintiasi è una parassitosi, nella quale una parte del corpo è infestata da elminti, ossia animali dei phyla platelminti e nematodi.
In genere gli elminti risiedono nell'apparato gastrointestinale, ma possono trovarsi anche nel fegato o in altri organi.